# 萧孝忠 (静江军节度使)
萧孝忠（？—1090年1月4日）辽朝后期大臣，锦州撒里比部的契丹族，父亲是铁林军厢主。
萧孝忠官至乾宁军太师、静江军节度使。大安五年十二月初一丁酉朔（1090年1月4日）去世。1951年夏，在辽西锦西西孤山出土了他的墓志，志盖背刻汉文，志文刻契丹大字。

## 家庭
- 妻子：五人，有其中两人为耶律氏，一人为汉人（苏哥）
- 儿子：萧郑哥（长妻所生）、萧何乃（次妻所生）、萧药师奴（三妻耶律氏所生）
- 女儿：萧冬女（三妻耶律氏所生）、萧天王女（三妻耶律氏所生）、萧观音女（三妻耶律氏所生）、萧石婆（五妻苏哥所生）

## 相关资料
- 《萧孝忠墓志铭》：“南瞻部州大辽国锦州界内胡僧山西廿里之撒里比部落、奚王府东太师所管刺史位烈虎衙内孙、铁林军厢主男、轧宁军太师、静江军节度使萧孝忠。前嫔先掩泉台，所生一男，名郑哥。次妻琴弦煲断，所生一男，名何乃。第三夫人，南大王帐分女。所生儿女四：长名冬女，次名天王女，幼名观音女，一男名药师奴。第四嫔，东刺史位女，漆水郡夫人，并无儿女。第五汉儿小娘子苏哥，所生一女，名石婆。夫人等莫不容多艳冶，性禀淑贤。奈福善之无征而有斯疾，纵良医之不验，今也则亡。岂不欲垂后裔，庆延于孙谋，刊录于贞珉矣。大安五年岁次己巳十二月丁酉朔二十五日辛酉日辛时葬讫。”